# サン・アントニオ・ミッションズ国立歴史公園
サン・アントニオ・ミッションズ国立歴史公園 (San Antonio Missions National Historical Park) はアメリカ合衆国テキサス州サンアントニオに残る国立歴史公園 (National Historical Park) で、かつてスペイン人のカトリック宣教師がアメリカ先住民にキリスト教を広めるために一帯で建設したキリスト教伝道所5件のうち、4件を対象としている。
これらの伝道所は、現代のアメリカ合衆国南西部で17世紀から19世紀に展開されていたスペインによる植民地化のシステムの一部を形成していた。
北から南、すなわちサン・アントニオ川上流から下流に並べると、コンセプシオン伝道所 (Mission Concepción)、サン・ホセ伝道所 (Mission San José)、サン・フアン伝道所 (Mission San Juan)、エスパーダ伝道所 (Mission Espada) の順になる。また、サン・フアン伝道所の真東にあるエスパーダ水道橋 (The Espada Aqueduct) も公園に含まれている。
サンアントニオの5番目にして最もよく知られた伝道所であるアラモ伝道所は、公園には含まれておらず、コンセプシオン伝道所よりも上流、サンアントニオのダウンタウン (downtown San Antonio) にある。保有しているのはテキサス州当局で、2015年7月までは「テキサス共和国の娘たち」(Daughters of the Republic of Texas) が管理していたが、以降はテキサス・ジェネラル・ランド・オフィス (Texas General Land Office) が管理している。
サン・アントニオ・ミッションズ国立歴史公園とアラモ伝道所は、2015年7月5日にUNESCOの世界遺産リストに登録されている。

## 伝道所群の観光
サン・アントニオ・ミッションズ国立歴史公園では、2013年10月に、約24 kmに及ぶハイキング、サイクリング、パドリングのための道筋を付け加えるミッション・リーチ・エコシステム・レストレーション・アンド・レクリエーション・プロジェクト (the Mission Reach Ecosystem Restoration and Recreation project) を完了した。このプロジェクトは、コンセプシオン、サン・ホセ、サン・フアン、エスパーダの各伝道所を、公園の一連の門を通ってサンアントニオ・リバーウォーク（町の観光地になっている川沿いの遊歩道）と結びつけるものである。訪問客たちは、徒歩、自転車、あるいはサンアントニオの新しいビバカルチャーバス (VIVA Culture bus) の路線を利用して、伝道所群を実際に見て回ることができる。

## 管理の歴史
この公園はもともとサンアントニオ市南部のサン・アントニオ川沿いの84件の史跡を含む「ミッション・パークウェイ」(Mission Parkway) として、1975年にアメリカ合衆国国家歴史登録財になった。そこに含まれていた文化財の中の一部が、サン・アントニ国立歴史公園として1978年11月10日に認可され、多くの史跡にいくらかの自然地域も加え、1983年4月1日に実際に設立された。4つの伝道所群にはローマ・カトリックのサンアントニオ大司教管区 (Archdiocese of San Antonio) が保有する部分があり、現役の教区として機能している。
1905年からアラモ伝道所の管理は「テキサス共和国の娘たち」に委ねられていたが、2010年にテキサス州の司法長官には、同団体が遺跡自体も管理のための基金も、適切に運営できていないという苦情が寄せられ、調査が開始された。2年後、司法当局は同団体がアラモを適切に管理できていないと結論付け、アラモの修繕・管理に失敗したこと、州の基金を管理し損ねていること、信託義務に違反していることなど、ずさんな管理の実例を多く挙げた。
2015年、アラモの管理が「テキサス共和国の娘たち」からテキサス州公有地管理局に移管され、両者はともに将来世代にアラモを伝えていくために働くとの共同声明を発表した。

## 公園内の4伝道所

### コンセプシオン伝道所

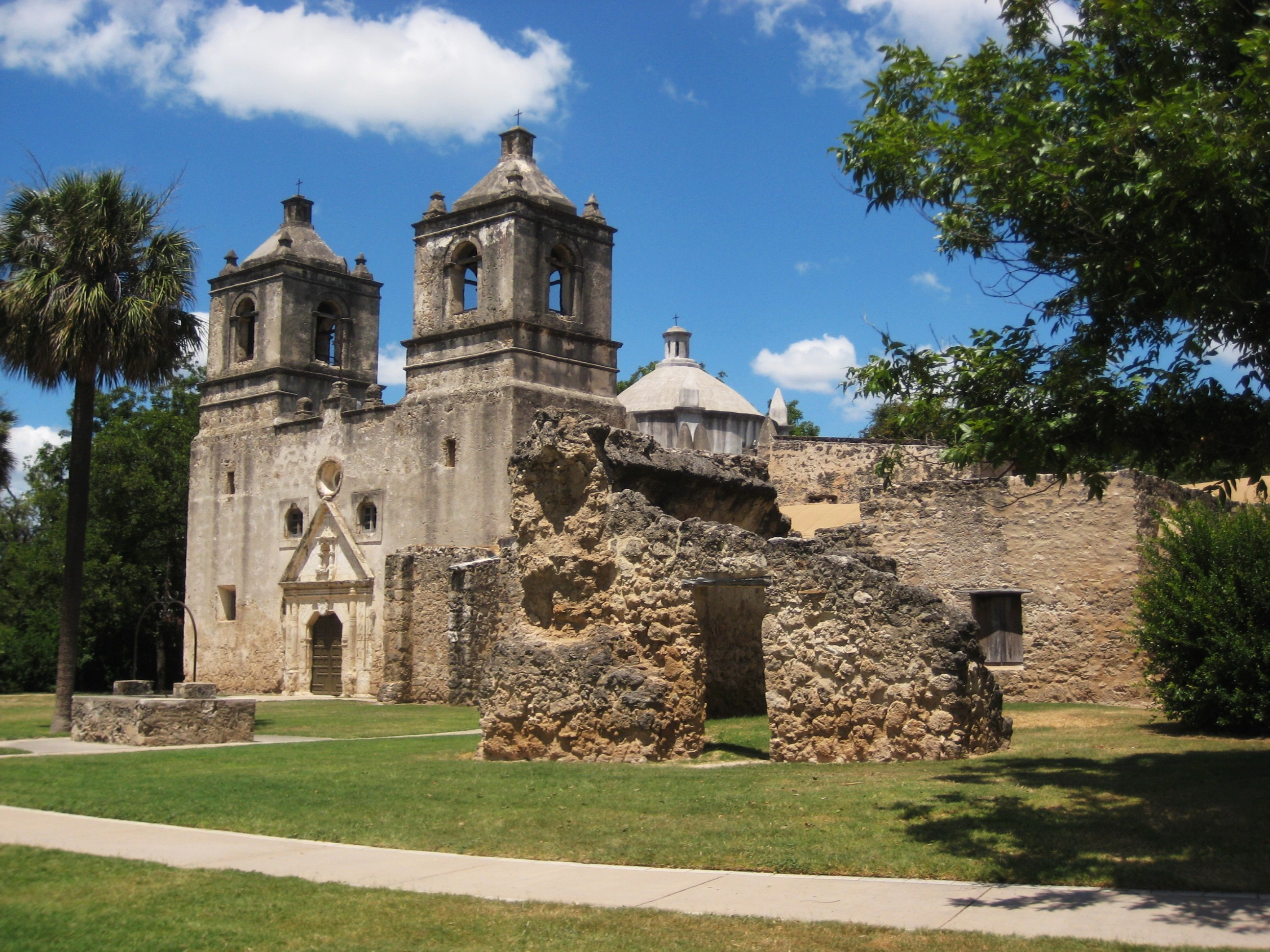
コンセプシオン伝道所

コンセプシオン伝道所、正式にはヌエストラ・セニョーラ・デ・ラ・プリシマ・コンセプシオン・デ・アクニャ伝道所 (Misión Nuestra Señora de la Purísima Concepción de Acuña) は、1716年にテキサス東部に建設されたヌエストラ・セニョーラ・デ・ラ・コンセプシオン・デ・ロス・アイナイス (Nuestra Señora de la Purísima Concepción de los Hainais) を前身とする。この伝道所が1731年にサンアントニオに移されたのである。ミッション・ロード807番地 (807 Mission Road) に位置している。フランシスコ会士によって建設されたこの伝道所は、テキサスに残るスペイン人伝道所の中で最もよく保存されたものであり、 1970年4月15日にアメリカ合衆国国定歴史建造物となった。
2009年から2010年にラス・ミシオネス財団が伝道所内部の修復のためのキャンペーンを展開し、開始から半年後の2010年3月に内部の修復が完了した。

### サン・ホセ伝道所

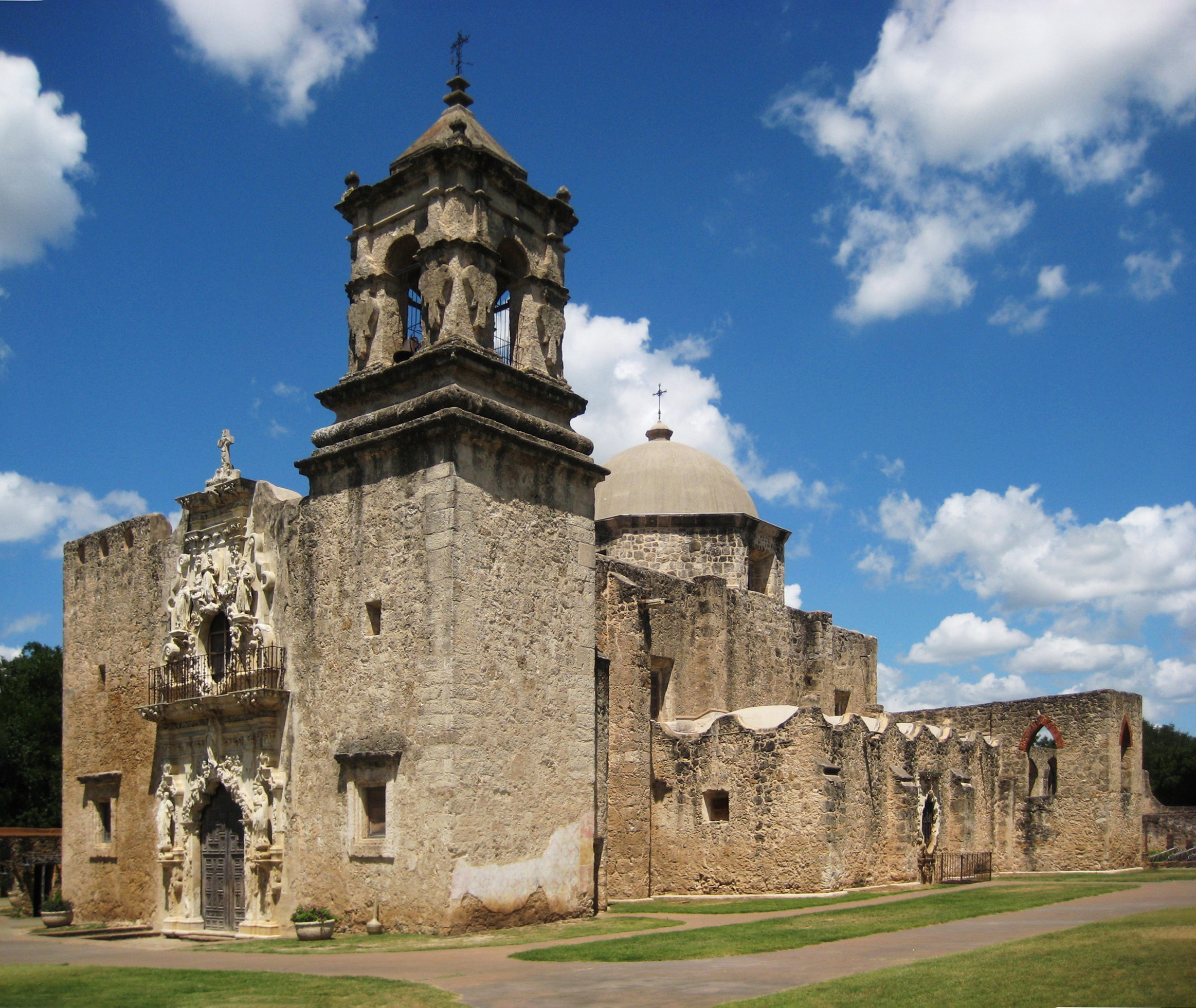
サン・ホセ伝道所

サン・ホセ伝道所、正式にはサン・ホセ・イ・サン・ミゲル・アグワヨ伝道所 (Misión San José y San Miguel de Aguayo) は1720年に設立された。サン・ホセ・ドライヴ6519番地 (6519 San Jose Drive) に位置し、1941年にサン・ホセ伝道所国定史跡 (San Jose Mission National Historic Site) に指定され、1966年10月15日には国家歴史登録財になった。この伝道所は神父フラン・フェラン (Fran Felan) によって石灰岩で建てられたもので、1768年建造の聖堂が今も残る。現在では、観光案内所が隣接している。
なお、フリーモント (カリフォルニア州)にもサン・ホセ伝道所 (Mission San José) はあり、メキシコのバハ・カリフォルニア・スル州にはサン・ホセ・デ・コモドゥ伝道所 (Misión San Jose de Comondú) が残る。

### サン・フアン・カピストラノ伝道所

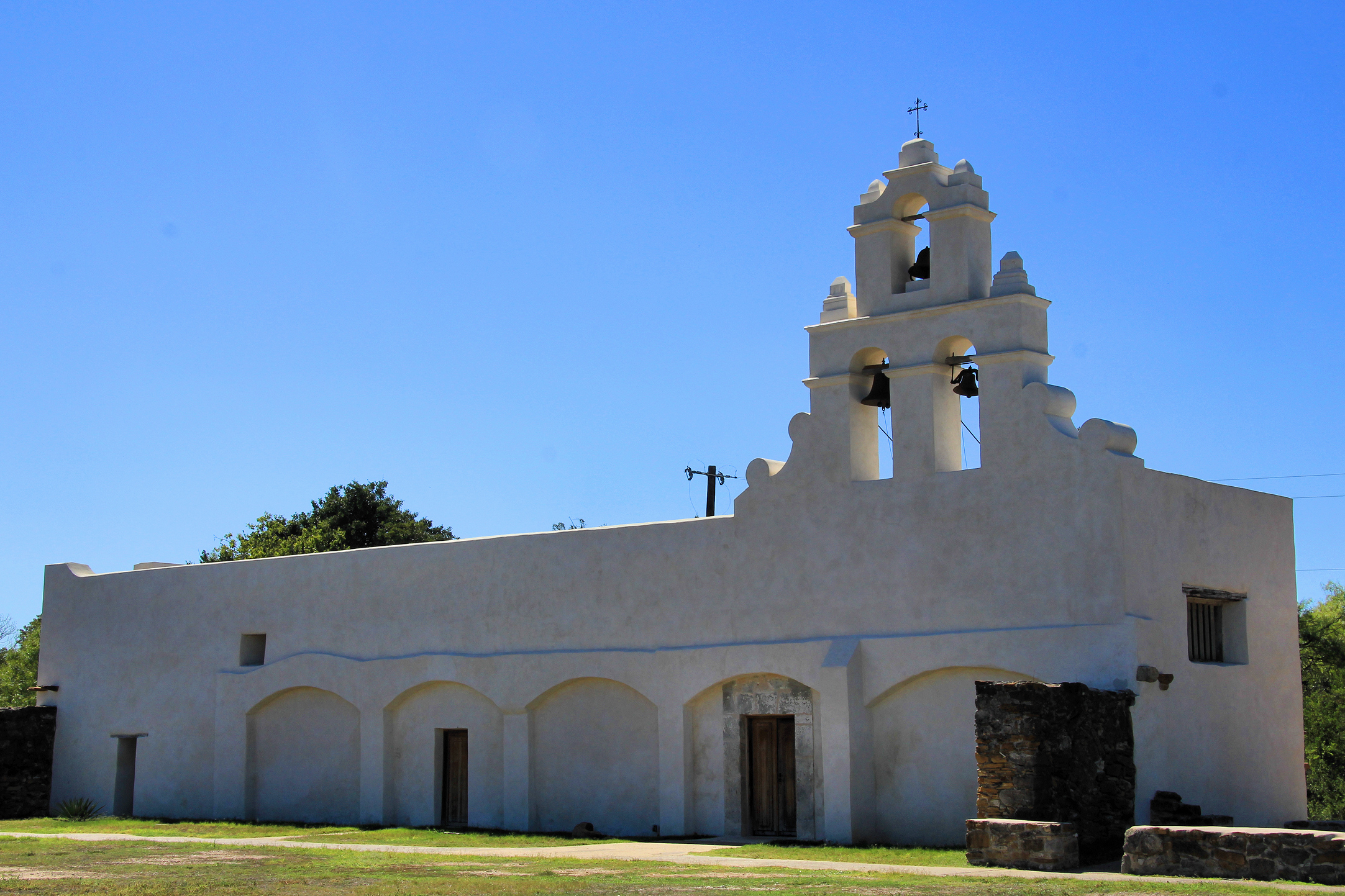
サン・フアン・カピストラノ伝道所

サン・フアン・カピストラノ伝道所が、1716年にテキサス東部に建設されたサン・ホセ・デ・ロス・ナソニス伝道所 (Misión San José de los Nazonis) を前身とする。この伝道所は1731年にサンアントニオに移転した際に、サン・ホセ・カピストラノに改名した。ミッション・ロード (Mission Road) に位置し、1972年2月23日に国家歴史登録財になった。
なお、カリフォルニア州のサンフアンキャピストラーノにも、サン・フアン・カピストラノ伝道所 (Mission San Juan Capistrano) が残る。

### エスパーダ伝道所
エスパーダ伝道所、正式にはサン・フランシスコ・デ・ラ・エスパーダ伝道所 (Misión San Francisco de la Espada) は1690年にオーガスタ近郊に建設されたサン・フランシスコ・デ・ロス・テハス (San Francisco de los Tejas) を前身とし、1721年にはサン・フランシスコ・デ・ロス・ネチェス (San Francisco de los Neches) と改名した。現在の名称になったのは1731年にサンアントニオに移転した時である。エスパーダ・ロード (Espada Road) に位置し、1972年2月23日に国家歴史登録財になった。

### 付随する文化財

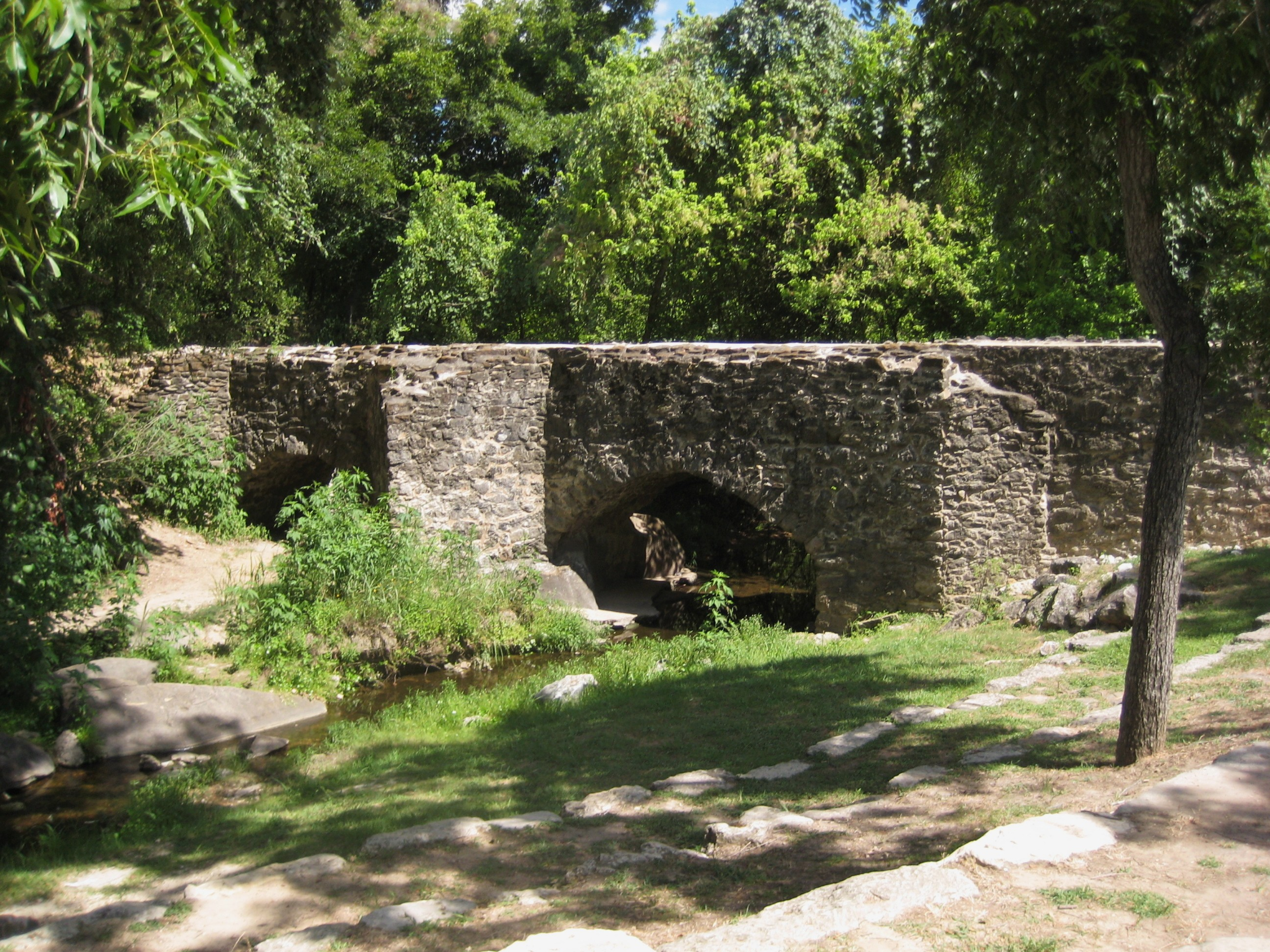
エスパーダ水道橋

公園には、伝道所以外にも以下の3件の国家歴史登録財が存在している。
- 1964年に国定歴史建造物となったエスパーダ水道橋 (Espada Aqueduct)
- 1973年登録のランチョ・デ・ラス・カブラス（Rancho de las Cabras, 直訳は「雌ヤギの牧場」）
- 2001年登録のエセル・ウィルソン・ハリス邸 (Ethel Wilson Harris House)

## 世界遺産
2015年7月に、UNESCOの世界遺産リストに登録された。アメリカ合衆国の世界遺産では23件目となる。

### 登録名
世界遺産の登録名は、英語: San Antonio Missions、フランス語: Missions de San Antonioである。その日本語名は、以下のように多少の揺れがある。
- サン・アントニオ・ミッションズ - 世界遺産検定事務局ほか[18][19][20]
- サン・アントニオ伝道施設群 - 日本ユネスコ協会連盟[21]
- サン・アントニオ伝道所 - なるほど知図帳[22]
- サン・アントニオの伝道所 - 月刊文化財[23]
- サン・アントニオの伝道所群 - 東京文化財研究所[24]

### 登録対象
世界遺産の登録対象となっているのは、エスパーダ伝道所 (Mission Espada, ID1466-001)、サン・フアン伝道所 (Mission San Juan, 1466-002)、サン・ホセ伝道所 (Mission San José, 1466-003)、コンセプシオン伝道所 (Mission Concepcion, 1466-004)、バレロ伝道所 (Mission Valero, 1466-005)、ランチョ・デ・ラ・カブラス (Rancho de las Cabras, 1466-006)の、5伝道所と1牧場である。なお、バレロ伝道所は、いわゆるアラモ伝道所のことである。 

### 登録基準
この世界遺産は世界遺産登録基準のうち、以下の条件を満たし、登録された（以下の基準は世界遺産センター公表の登録基準からの翻訳、引用である）。
- (2) ある期間を通じてまたはある文化圏において、建築、技術、記念碑的芸術、都市計画、景観デザインの発展に関し、人類の価値の重要な交流を示すもの。

この世界遺産は、スペイン人の文化様式と先住民のコアウィルテカ人の文化様式が混ざり合った建築史・文化史上の意義が評価されたものである。アラモ伝道所が登録対象になっているが、あくまでも一連の伝道所群で最初のものという側面が評価されたものであって、アラモの戦いは評価対象に含まれていない。この点について、地元テキサス州の州議会議員には、歴史的意義の捉え方が一面的であると批判する者もいる。

### 開発の余波
サンアントニオ市では、サン・アントニオ・ミッションズの世界遺産登録以前から市街地の再開発計画があり、世界遺産推薦に際してそのことには殆ど触れられていなかった。緩衝地帯内で大型のショッピングセンターの建設が進行中で、登録後には遺産の商品化が進みアラモ砦近くには広大な駐車場が整備され、ホテルの建設も計画されるなど、景観破壊につながりかねない。さらに伝道所において観光客を相手にした麻薬の密売や売春婦の勧誘が行われている実態もあり、ユネスコ世界遺産センターは改善を指示している。